# Аоба (крейсер)

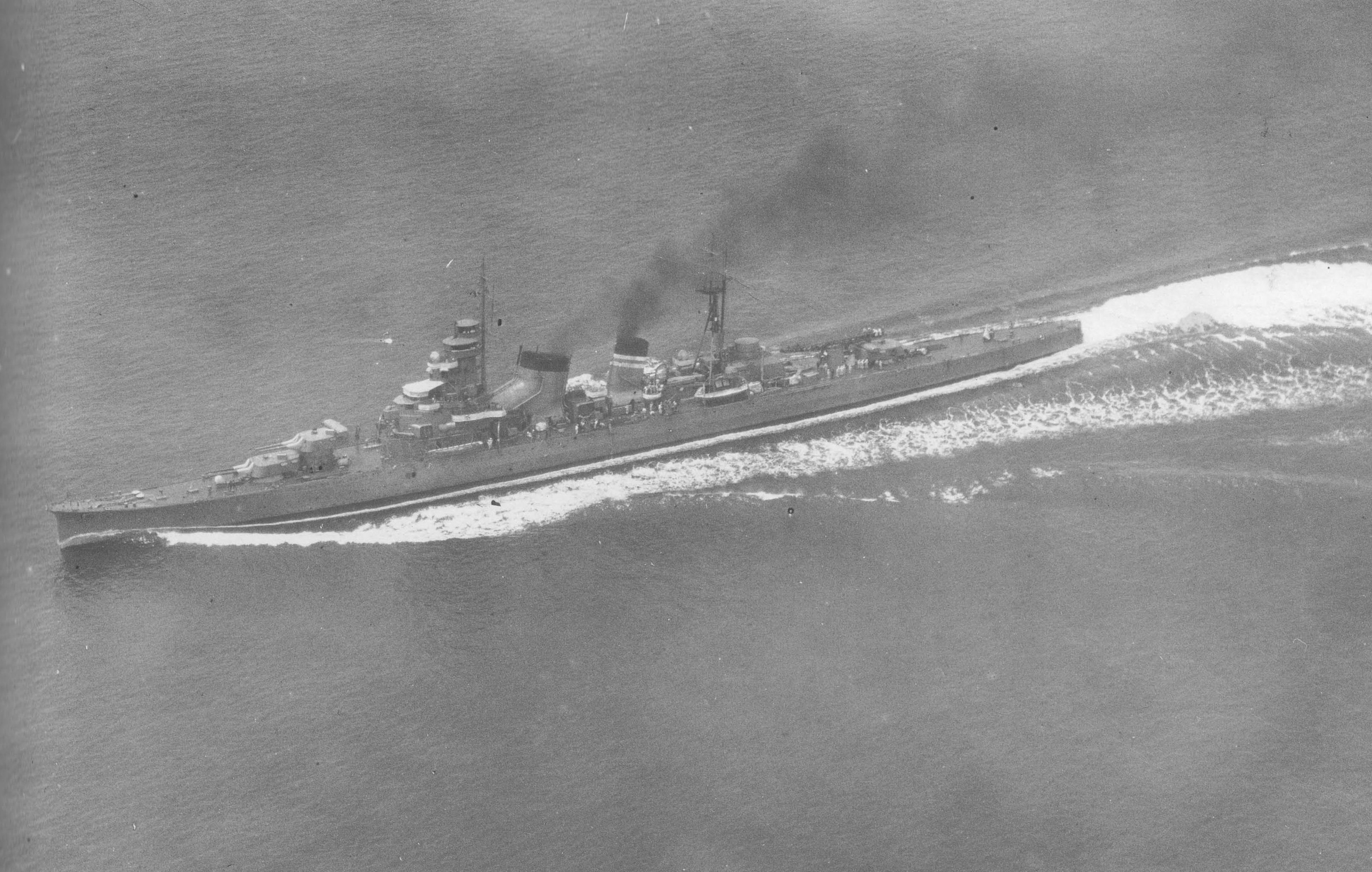
Вид на Аоба з повітря при випробуваннях катапульти

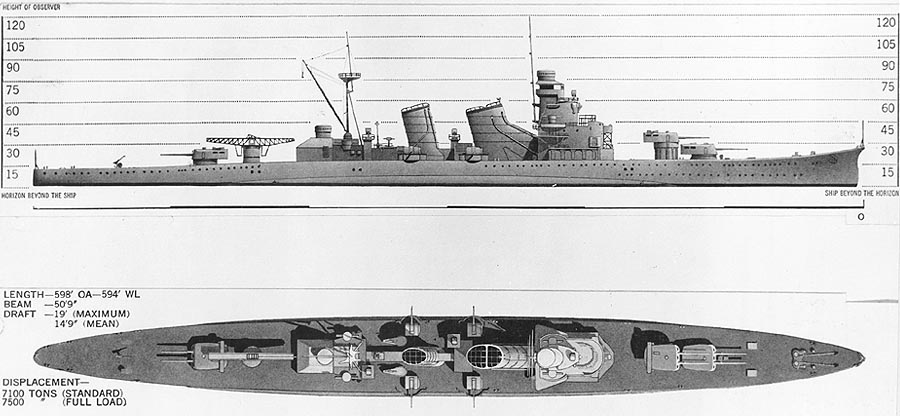
Схема крейсера типу «Аоба»

Аоба (Aoba, яп. 青葉) — важкий крейсер Імперського флоту Японії, який брав участь у Другій світовій війні.
Корабель, який належав до крейсерів типу «Аоба», спорудили у 1927 році на верфі компанії Mitsubishi у Нагасакі.
У березні 1929-го Аоба пройшов модернізацію на верфі ВМФ у Йокосуці та отримав катапульту і розвідувальний гідролітак.
Влітку 1937-го почалась Друга японо-китайська війна, проте Аоба не брав у ній участь оскільки з 15 серпня 1937-го був виведений в резерв для модернізації, а з листопада 1938 по жовтень 1940 проходив її на верфі у Сасебо. При цьому його шість 200-мм гармат головного калібру замінили на таку ж кількість 203-мм гармат. Також на додачу до чотирьох 120-мм зенітних гармат змонтували чотири спарені установки 25-мм зенітних автоматів, а шість фіксованих двотрубних торпедних апаратів замінили на два чотиритрубні з можливістю додаткового наведення. Також встановили більш потужну катапульту та надали можливість нести два гідролітаки замість одного.
Станом на 1941 рік корабель належав до 6-ї дивізії крейсерів, яку призначили для підтримки операцій в Океанії. 2 грудня Аоба разом з трьома іншими кораблями дивізії прибув до Тітідзіми (острови Огасавара), звідки 4 грудня вони вийшли для підтримки майбутньої операції оволодіння островом Гуам у південній частині Маріанського архіпелагу. 10 грудня відбулась висадка на Гуамі, нечисленний гарнізон якого швидко припинив спротив, і тієї ж доби 6-та дивізія прибула на атол Трук у центральній частині Каролінських островів (тут ще до війни створили потужну базу японського ВМФ, з якої до лютого 1944-го провадились операції у цілому ряді архіпелагів).
За добу до того напад японці на острів Вейк зазнав невдачі і тепер японське командування виділило для нової операції набагато більші сили, до яких, зокрема, увійшов і Аоба. Як наслідок, 23 грудня 1941-го гарнізон острова був швидко примушений до капітуляції, а 10 січня 1942-го Аоба повернувся на Трук.
18 січня 1942-го Аоба та інші крейсери 6-ї дивізії вийшли в море в межах операції захоплення архіпелагу Бісмарка і 23 січня, в день висадки у Кавієнзі та Рабаулі, перебували за сотню кілометрів на північний захід від останнього та забезпечували дистанційне прикриття транспортного загону. І в цьому випадку десантна операція швидко завершилась успіхом, а втручання важких крейсерів не знадобилось.
1 лютого 1942-го вороже авіаносне з'єднання завдало удару по японських базах на Кваджелейні та Вотьє (Маршаллові острови), після чого японці вислали туди значні сили (зокрема, з Труку попрямували 3 авіаносці). Аоба у складі своєї дивізії також попрямував на схід Мікронезії та 4 лютого прибув на Кваджелейн, проте якихось результатів цей похід не приніс, оскільки метою американської операції було лише здійснення рейду зі швидким відходом. 10 лютого Аоба вже був на Труці.
2—5 березня 1942-го Аоба разом з іншими кораблями дивізії пройшов з Труку до Рабаула і невдовзі вирушив звідси для дистанційного прикриття загону, який мав доправити десант на Нову Гвінею до Лае (на сході острова у глибині затоки Хуон). Висадка 8 березня не зустріла спротиву і тієї ж доби 6-та дивізія полишила цей район (можливо відзначити, що 10 березня загін висадки став ціллю для американської авіаносної авіації, унаслідок удару якої по Лае ряд допоміжних суден були втрачені, а половина бойових кораблів зазнала пошкоджень). Разом з нею відбула і 18-та дивізія, яка мала два легкі крейсери та протягом наступного місяця діяла разом з 6-ю дивізією.
9 березня 1942-го Аоба та інші 5 крейсерів прибули до Буки (порт на однойменному острові біля північного завершення значно більшого острова Бугенвіль), потім протягом наступних тижнів здійснили ряд переходів за маршрутом Бука — Рабаул — Бука — прохід Мьове (район Кавієнга) — Рабаул, а з 28 березня були задіяні у операції, під час якої японці зайняли якірну стоянку Шортленд (прикрита групою невеликих островів Шортленд акваторія біля південного завершення острова Бугенвіль) та порт Кієта (східне узбережжя Бугенвіля). 1 квітня дивізії повернулись до Рабаула, потім знову перейшли до проходу Мьове, а 7—8 квітня пройшли до острова Манус у групі островів Адміралтейства в межах операції з осадження гарнізоном цього пункту, розташованого за шість сотень кілометрів на північний захід від Рабаула, поблизу комунікацій, що вели до архіпелагу Бісмарка з Трука та іншого важливого транспортного хабу Палау. У цій операції, так само як і у зайнятті Шортленду та Кієти, крейсерські сили супроводжували кораблі 30-ї дивізії ескадрених міноносців. 8—10 квітня всі крейсери здійснили перехід з Мануса на Трук.
Через кілька тижнів Аоба був задіяний в операції, яка мала за мету узяття під контроль центральних та східних Соломонових островів, а також Порт-Морсбі на оберненому до Австралії узбережжі Нової Гвінеї. 30 квітня 1942-го він разом з іншими крейсерами 6-ї дивізії полишив Трук та попрямував на південь. З 3 травня крейсери перебували на якірній стоянці поблизу Буки та мали завдання на дистанційне прикриття висадки на Тулагі на сході Соломонових островів. Втім, це ніяк не допомогло десантному загону, коли 4 травня по ньому завдали удару літаки з американських авіаносців, хоча Аоба з іншими крейсерами і здійснили вихід у бік Тулагі. 5 травня вони повернулись до Бугенвілю (тільки на якірну стоянку Шортленд), де дозаправились та наступної доби вийшли в море, маючи завдання у взаємодії з легким авіаносцем «Сьохо» забезпечувати прикриття транспортів з військами для десанту у Порт-Морсбі. 7 травня «Сьохо» потопила американська авіаносна авіація, причому крейсери не змогли подати йому жодної допомоги (можливо відзначити, що кількох вцілілих підбере есмінець «Яйой»). Наступного дня відбулась битва авіаносців у Кораловому морі, за результатами якої японське командування ухвалило рішення про припинення операції. Після цього Аоба разом зі ще одним важким крейсером дістали завдання прикривати відхід транспортів з військами до Рабаула (два інші крейсери відокремились для супроводу пошкодженого авіаносця). 9 травня загін Аоба зайшов на Шортленд, потім перейшов до Буки, а 14—22 травня Аоба прямував до Куре, де пройшов короткочасний доковий ремонт, а 16—23 червня здійснив зворотний перехід на Трук.
Станом на початок серпня 1942-го Аоба перебував на якірній стоянці у проході Мьове. 7 серпня союзники висадились на сході Соломонових островів, що започаткувало шестимісячну битву за Гуадалканал, і 8 серпня Аоба рушив до цього острова у складі загону з 5 важких та 2 легких крейсерів і 1 есмінця. У ніч проти 9 числа відбувся бій біля острова Саво, під час якого японцям вдалось знищити одразу чотири важкі крейсери союзників. Відомо, що Аоба взяв участь у потопленні HMAS Canberra (разом з «Тьокай», «Фурутака» і «Како»), USS Astoria (з «Тьокай», «Кінугаса» і «Како») та  USS Quincy (з «Фурутака» і легким крейсером «Тенрю», при цьому одна з трьох торпед, яка вразила Quincy, була випущена «Аоба»). Сам «Аоба» отримав одне влучання снарядом та втратив свій гідролітак. 10 серпня Аоба повернувся на стоянку Мьове.
17 серпня 1942-го Аоба разом з двома іншими крейсерами 6-ї дивізії (один був потоплений підводним човном при поверненні після битви при Саво) знову вийшов в море, 19—20 серпня відвідав затоку Реката на північному узбережжі острова Санта-Ісабель (тут ще в травні японці облаштували базу гідроавіації), а 22 числа прибув на Шортленд. Тим часом японське командування організувало проведення конвою зі значними підкріпленнями для Гуадалканала і 23 серпня Аоба вийшов у складі крейсерського загону для дистанційного прикриття операції. Втім, японським артилерійським кораблям так і не вдалось вступити у бій, оскільки все вирішила авіація — спершу 24 серпня відбулась велика битва авіаносних з'єднань біля східних Соломонових островів, а коли наступної доби конвой відновив свій рух, його зупинили та змусили повернути назад літаки з Гуадалканалу (тут американці змогли ввести в дію аеродром Гендерсон-Філд, який за півтора місяця до того почали споруджувати японці) та Еспіриту-Санто. Участь Аоба у подіях обмежилась бомбардуванням його гідролітаками району Лунга-Пойнт (де був Гендерсон-Філд) в ніч проти 26 серпня. Того ж 26 серпня Аоба прибув до острова Бугенвіль, де перебував понад місяць (хоча й здійснював рейси до Рабаула для дозаправки та поповнення припасів).

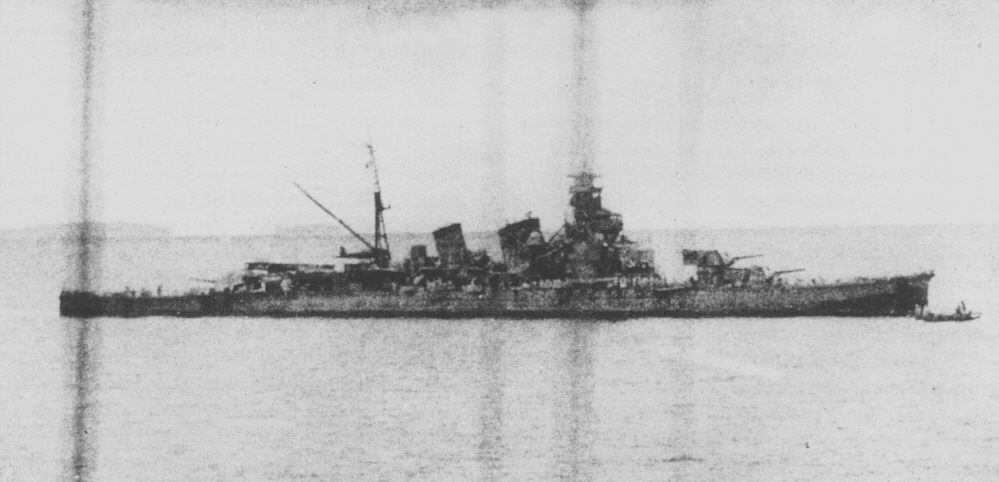
Пошкоджений «Аоба» на якірній стоянці Шортленд після бою при мисі Есперанс

11 жовтня 1942-го Аоба разом зі ще 2 важкими крейсерами вирушив з Шортленду до Гуадалканалу із завданням провести обстріл аеродрому Гендерсон-Філд, що призвело до зіткнення, відомого як бій біля мису Есперанс. Американські кораблі мали перевагу, оскільки були попереджені авіарозвідкою про наближення японців (хоча саме загін Аоби літаки не виявили, а помітили транспортну групу, яка доправляла на острів підкріплення) та вчасно виявили ворога за допомогою радарів. В нічному бою японці зазнали поразки та втратили важкий крейсер. У Аоба влучили близько чотирьох десятків 203-мм та 155-мм снарядів, що завдало кораблю значних пошкоджень. Виявилась зруйнованою одна з башт головного калібру, інша вийшла з ладу, великих пошкоджень зазнав ходовий місток, на якому загинув адмірал, що командував загоном (всього на крейсері було вбито 80 моряків). Частина котлів вийшла з ладу, але Аоба все-таки вдалось 12 жовтня повернутись на Шортленд. 13—15 жовтня він пройшов на Трук, а 17—22 жовтня перейшов до Куре, де до середини лютого 1943-го проходив ремонт. Під час останнього рештки зруйнованої башти демонтували, натомість розмістили на цьому місці строєну установку 25-мм зенітних автоматів.
15—20 лютого 1943-го Аоба пройшов на Трук, 28 лютого — 2 березня перейшов до Рабаулу, а вже 4 березня прибув на якірну стоянку Мьове. На той час японці вже кілька тижнів як евакуювали Гуадалканал і інтенсивність боїв у регіоні зменшилась. Втім, навіть на базах зберігалась загроза для кораблів, що підтвердили події на початку квітня. 3 квітня горизонтальні бомбардувальники B-17 «Літаюча фортеця» скинули бомби на Мьове та досягнули прямого влучання 224-кг бомбою в «Аоба». На крейсері здетонували дві власні торпеди та виникла велика пожежа. Пошкодження були достатньо серйозними, щоб японці для запобігання гіршому розвитку подій посадили Аоба на мілину. Втім, пожежу вдалось приборкати, допомогу в чому надав есмінець «Хацуюкі». Два тижні корабель проходив аварійне відновлення за допомогою ремонтного судна «Ямабіко-Мару», а 21—25 квітня його привів на Трук на буксирі легкий крейсер «Сендай», при цьому під час переходу їх ескортували два есмінці.
На Труці протягом трьох місяців провадили ремонт за допомогою спеціалізованого судна «Акасі», після чого 25 липня — 1 серпня 1943-го Аоба зміг самостійно пройти до Куре для завершального відновлення, яке тривало до 24 листопада. Цього разу йому повернули відновлену башту головного калібру та додали дві спарені установки 25-мм зенітних автоматів. Втім, навіть після ремонту максимальна швидкість Аоба не перевищувала 25 вузлів.
15—24 грудня 1943-го Аоба пройшов з Куре до Сінгапура, оскільки з 25 листопада його підпорядкували Першому Південному експедиційному флоту (відповідав за утримання контролю над Малаєю, Французьким Індокитаєм та розташованими західніше регіонами). Невдовзі після прибуття до Південно-Східної Азії Аоба залучили для перевезень військових контингентів та припасів. Так, 3 січня 1944-го він разом зі ще одним важким крейсером, а також легким крейсером та есмінцем вирушив з Сінгапура, потім зайшов у Пенанг щоб прийняти війська, 6—7 січня побував у південнобірманському порту Мергуй (наразі М'єй на східному узбережжі Андаманського моря), а 9 січня повернувся у Сінгапур. 23—25 січня Аоба разом зі 3 легкими крейсерами та есмінцем здійснив рейс для доставки військ до Порт-Блер на Андаманських островах, після чого успішно повернувся до Сінгапуру (а от один легкий крейсер на зворотному переході був торпедований підводним човном та отримав важкі пошкодження).

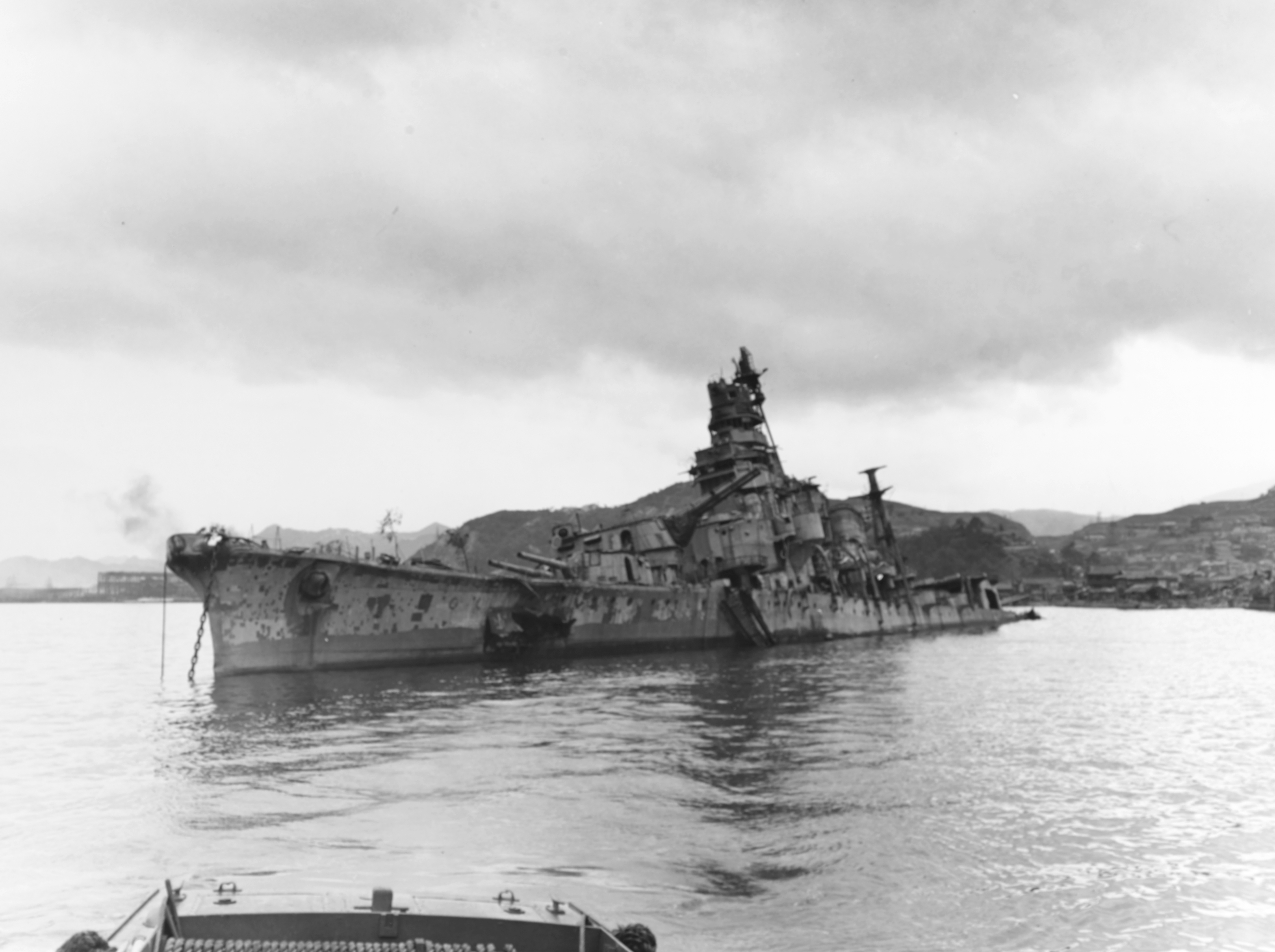
«Аоба», який сів на дно після бомбардувань у Куре

З 25 лютого 1944-го Аоба став головним кораблем 16-ї дивізії крейсерів (попередній флагман цього підрозділу «Асігара» перевели для використання у північній зоні). Невдовзі Аоба разом з двома важкими крейсерами 7-ї дивізії вирушили у рейду до Індійського океану для дій на комунікації між Аденом та австралійським Фрімантлом. 1 березня загін під прикриттям 2 легких крейсерів та 3 есмінців пройшов через Зондську протоку між Суматрою та Явою, після чого важкі крейсери попрямували у відкритий океан. Їх ескорт повернувся до Індонезії, зокрема, легкі крейсери обійшли Яву з півночі та прибули в район протоки Ломбок (веде до Індійського океану на схід від Яви). Тут їх виявив американський підводний човен, що дало командуванню союзників підстави припустити, що якісь японські кораблі вийшли для дій в океані (прохід загону 1 березня через Зондську протоку виявився непоміченим союзниками). Як наслідок, за пару днів випустили наказ всім судам в районі можливого японського рейду змістити маршрути на південь та захід, так що у підсумку рейдерам (точніше — крейсеру «Тоне») вдалось потопити лише один транспорт. 15 березня 2 легкі крейсери та 5 есмінців зустріли загін Аоба та провели його через Зондську протоку у зворотному напрямку. Спершу кораблі прибули до Батавії (наразі Джакарта), а 25 березня досягнули Сінгапура.
Невдовзі Аоба знову залучили до транспортних місій. 2 квітня 1944-го він разом з двома легкими крейсерами під охороною 3 есмінців вийшли з Сінгапура для перевезення боєприпасів. 4 квітня вони прибули до Балікпапану (центр нафтодобувної промисловості на сході острова Борнео), а наступної доби більша частина загону (за винятком одного легкого крейсера) рушила до Таракану (ще один центр нафтовидобутку біля східного узбережжя Борнео). 10—14 квітня кораблі пройшли назад до Сінгапуру.
15 квітня 1944-го Аоба, легкий крейсер та есмінець вирушили з Сінгапура до Пенангу, куди вони доставили торпеди для 8-ї ескадри підводних човнів, яка діяла в Індійському океані. У Пенанзі вони прийняли на борт персонал однієї з авіагруп ВМФ та припаси і 18—19 числа перейшли до Сінгапуру. Тут кораблі завантажили персонал та припаси іншої авіагрупи ВМФ і одразу рушили для їх доставки до Давао (на південному узбережжі філіппінського острова Мінданао). 23 квітня під час проходження Макассарською протокою есмінець супроводу підірвався на міні, виставленій ворожою авіацією, та в підсумку затонув, а Аоба при цьому взяв участь у порятунку вцілілих моряків. 27—28 квітня крейсери розвантажились у Давао, після чого відбули до Таракану.
14 травня 1944-го Аоба разом з легким крейсером та під охороною іншого есмінця вирушив з Таракану до Палау (західні Каролінські острови), куди загін прибув 17 травня. 19 травня кораблі рушили у транспортний рейс до Соронгу (північно-західне завершення Нової Гвінеї), а 22 числа повернулись на Палау. 23 травня загін вийшов у другий рейс до Соронгу, проте цього разу після розвантаження пройшов до Таркану, де був уже 27 травня.
30—31 травня 1944-го Аоба разом з легким крейсером та есмінцем вийшов з Таракану та наступної доби прибув до Замбоанги (західне узбережжя острова Мінданао), де прийняв на борт війська. Це було пов'язане з планами протидії ворожим силам, які наприкінці травня висадились на острів Біак біля північно-західного узбережжя Нової Гвінеї. 1 червня загін прибув до Давао, де до нього приєднались ще 2 есмінці, та наступної доби вийшов звідси до Біаку. 4 червня кораблі зайшли до Соронгу (північно-західне завершення Нової Гвінеї), де висадили частину військ, а 5 числа рушив далі на схід. Втім, тієї ж доби рейс до Біаку скасували через присутність ворожих сил. 8—9 квітня кораблі побували на Амбоні для проведення дозаправки, потім перейшли до північно-західного завершення Нової Гвінеї, а 11 червня прибули до острова Бачан (біля південно-західного завершення значно більшого острова Хальмахера), де зібралось кілька японських загонів, які сформували значне угруповання для операції допомоги Біаку.

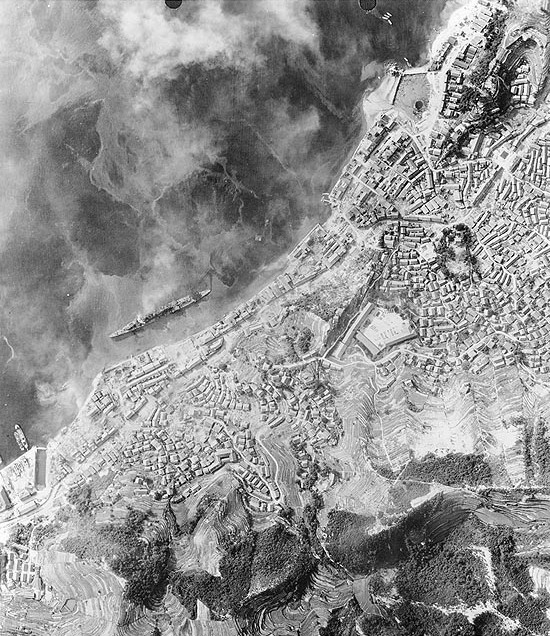
Аерозйомка крейсера у Куре в день загибелі 28 липня 1945

Втім, 12 червня 1944-го американці розпочали операцію з оволодіння Маріанськими островами, які розглядались японським командуванням як складова частина основного оборонного периметру Імперії. Головні сили японського флоту вийшли для контратаки, після чого більшість кораблів з Бачану рушила 13 червня для з'єднання з ними. Водночас Аоба, легкий крейсер та один есмінець рушили 14 числа до якірної стоянки Багка (біля північно-східного півострова острова Целебес), куди прибули 18 червня. Вони перебували тут до 25 червня, а тому не брали участі у битві 19—20 червня у Філіппінському морі, якій японці зазнали важкої поразки. 25 червня — 2 липня 1944-го Аоба пройшов до Сінгапуру, де до 15 липня проходив ремонт. В цей раз на крейсері встановили ще 4 строєні та 15 одинарних установок 25-мм зенітних автоматів.
По завершенні ремонту Аоба перейшов до розташованої поряд з Сінгапуром якірної стоянки Лінгга, де базувались головні сили японського флоту (дії підводних човнів на комунікаціях вкрай ускладнили доставку палива до Японії, що призвело до рішення перемістити ударні сили поближче до районів нафтовидобутку). 11 жовтня 1944-го Аоба зіткнувся із легким крейсером «Кіну», проте обидва кораблі отримали лише незначні пошкодження.
18 жовтня 1944-го японський флот полишив Лінгга для підготовки до протидії неминучій ворожій атаці на Філіппіни. Кораблі пройшли через Бруней, після чого розділились. 16-та дивізія крейсерів не взяла участі в головній атаці, а була виділена для доставки підкріплень на острів Лейте, на який висадились союзники. 21 жовтня Аоба та легкий крейсер «Кіну» вийшли з Брунею до Маніли, при цьому 23 числа за сотню кілометрів від входу до Манільської бухти підводний човен торпедував Аоба. «Кіну» зміг 24 жовтня привести пошкоджений корабель на буксирі до Маніли, де Аоба певний час проходив аварійний ремонт.
На той час Маніла вже постійно ставала ціллю для ворожих авіанальотів і 4 листопада 1944-го Аоба рушив на північ у конвої MATA-31. 11 листопада він прибув до Такао (наразі Гаосюн на Тайвані), де ремонтні роботи продовжились. Нарешті 9—12 грудня крейсер зміг перейти до Японії. Втім, в умовах тотальної кризи визнали недоцільним витрачати вкрай обмежені ресурси для ремонту Аоба.
Навесні 1945-го американські літаки почали піддавати ударам кораблі у Куре. Аоба вирішили використовувати як плавучу зенітну батарею, при цьому на ньому додатково змонтували чотири спарені установки 25-мм зенітних автоматів (це збільшило загальну кількість стволів такого калібру на кораблі до 50 одиниць).
24 липня 1945-го під час чергового нальоту Аоба поцілили бомбою, крім того, кілька інших розірвалось неподалік. Почалось надходження води у корпус і через якийсь час Аоба сів на ґрунт в районі з глибиною 7,5 метрів. 28 колишній крейсер поцілили ще вісьмома бомбами, що призвело до відокремлення кормової частини.
20 листопада 1945-го, вже після капітуляції Японії, Аоба виключили зі списків флоту, а восени 1946-го поставили на плав та відвели для розбирання на метал.